# GLib
GLib은 GTK+ 프로젝트의 일부로 시작된 크로스 플랫폼 소프트웨어 유틸리티 라이브러리이다. 그러나 GTK+ 버전 2 출시 이전에 이 프로젝트의 개발자들은 비GUI 코드를 GTK+ 플랫폼으로부터 분리하기로 결정하였는데, 이렇게 하여 GLib이 별도의 산물이 되었다. GLib는 별도의 라이브러리로 출시되었는데 GTK+의 GUI 관련 부분을 이용하지 않는 다른 개발자들이 온전한 GUI 라이브러리에 의지하지 않고도 이 라이브러리의 비GUI 부분을 이용할 수 있게 되었다.
GLib이 크로스 플랫폼 라이브러리인 까닭에, 운영 체제와 상호 작용하면서 이 라이브러리를 이용하는 응용 프로그램들은 일반적으로 주요 변경 사항이 없이도 각기 다른 운영 체제 간에 포팅이 가능하다.

## 구성 요소
GLib 패키지는 5개의 라이브러리를 이루고 있다:
- GObject
- Glib
- GModule
- GThread
- GIO

## 참조
1. ↑  “2.84.1 · GNOME / GLib · GitLab”. 2025년 4월 7일에 확인함.
2. ↑  Krause, Andrew (2007). 《Foundations of GTK+ Development》. Expert's Voice in Open Source. Apress. 5쪽. ISBN 1-59059-793-1. [GLib] provides a cross-platform interface that allows your code to be run on any of its supported operating systems with little to no rewriting of code!